# ロイヤル・アカデミー・オブ・アーツ
ロイヤル・アカデミー・オブ・アーツ（英: Royal Academy of Arts、略: RA）は、イギリス・ロンドン中心部のピカデリーにある美術家団体、国立美術学校。美術館が併設されている。王立芸術院と訳される。
併設するロイヤル・アカデミー・スクール（英: Royal Academy Schools）は、イギリス最古の美術学校である。現在は3年制の大学院レベルの教育を行っている。

## 沿革
ロイヤル・アカデミー・オブ・アーツは、1768年に国王ジョージ3世によって設立が認証され、1769年に開校した。
その歴史はロンドンで共同で展覧会を開催するための美術家の団体、芸術家協会（Society of Artists）が1760年に設立されたことに始まった。創立メンバーにはジョシュア・レノルズやフランシス・ヘイマン、リチャード・ウィルソンといった画家がいた。1760年4月に最初の展覧会を開催し、定期的に開かれる展覧会は人気のあるものになり、1765年に国王の勅許を受け、この年芸術家協会の会員数は211人に達した。1867年から会員の有力な2人の建築家、ジェームズ・ペイン(James Paine) とウィリアム・チェンバーズの間で、派閥争いが起こり、チェンバーズやレノルズらは、芸術家協会を脱退し、1768年に新しい団体を設立し、1769年に最初の展覧会を開催し、ロイヤル・アカデミー・オブ・アーツになった。「芸術家協会」は1791年まで展覧会を開催した後解散した。
創立メンバーは、初代校長をサー・ジョシュア・レイノルズ（中庭に銅像が建てられている）とする36名であった。
会員は、会員の認証を得るとき勅許作品として作品を寄託することになっており、これが今日の美術館の所蔵品の主体となった。アカデミーは　当初ペル・メル通りに設置され、美術学校と展覧会場はその後トラファルガー広場に移り 1867年に現在のバーリントン・ハウスにおかれた。
建物はパラディオ様式のバーリントン邸 (バーリントン・ハウス) という貴族の屋敷である。この建物は以前、ロンドン大学の本部が置かれていたこともあった。

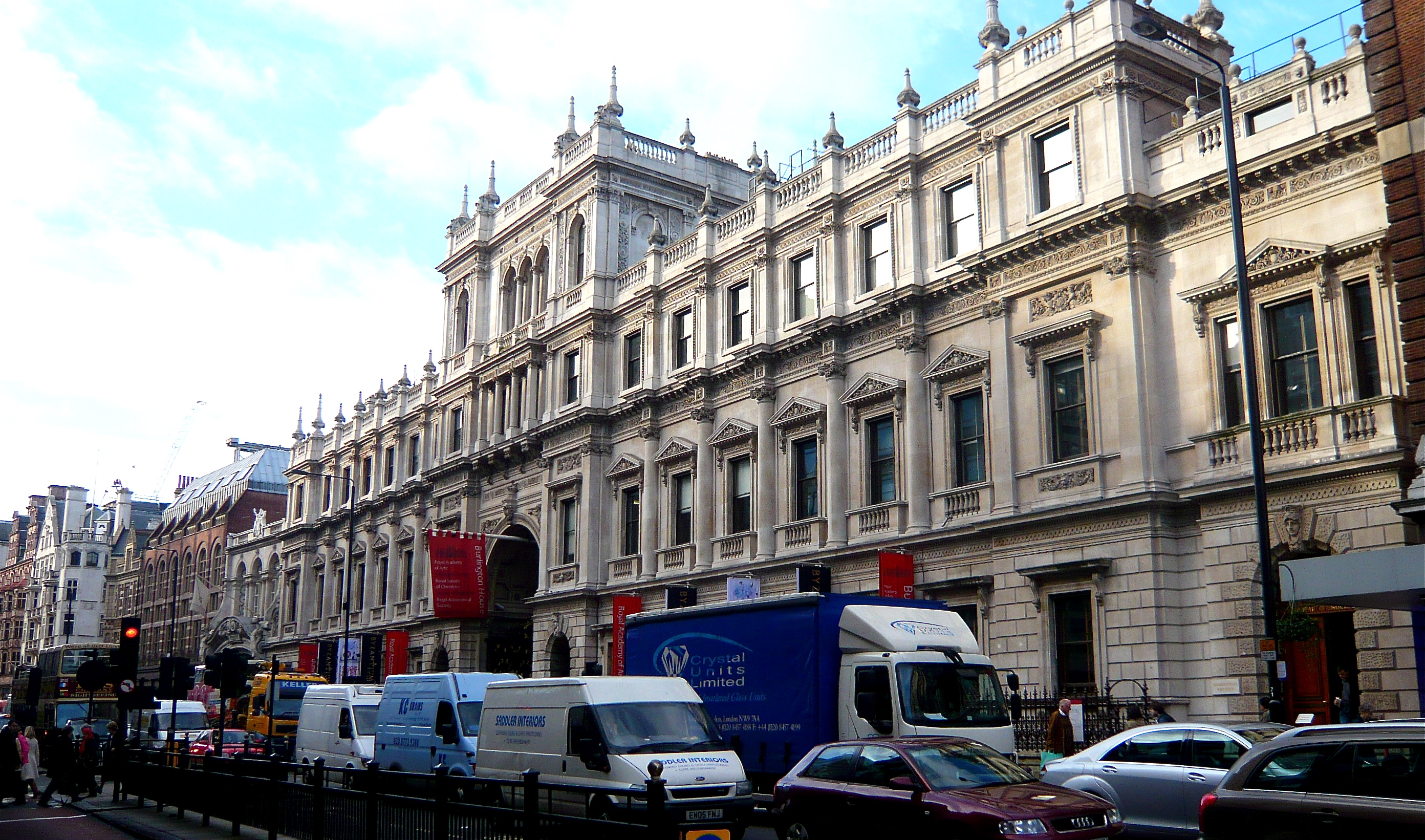
外装

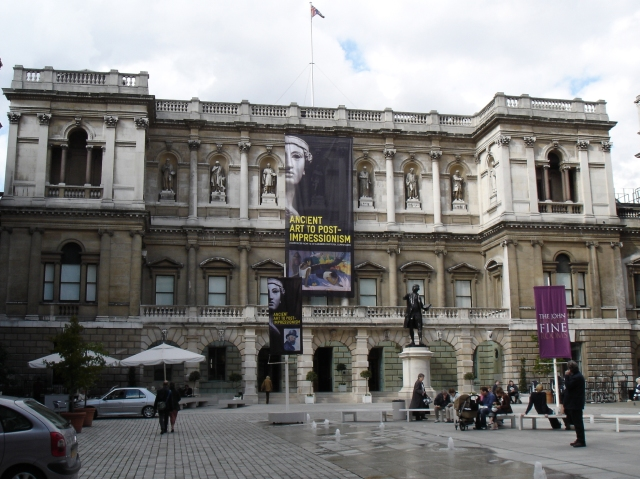
中庭

## 活動
- 定員は正会員40名、准会員20名（1876年から30名）と決められ、投票によって選出された会長（P・R・A）1名と8名の会員による評議員会が実際の運営にあたった。
- ロイヤル・アカデミー・オブ・アーツは王立とはいえ、王室や政府から支援を受けていない。収入源のひとつは美術展の開催で、非常に質が高く、ナショナル・ギャラリーやテート・ギャラリーなどに匹敵する。2004年には新しく改装されたバーリントン邸の当初の区画である、ジョン・マデウスキー・ファイン・ルームと呼ばれる部屋で、常設展示も行われるようになった。
- 1824年にロンドンのナショナル・ギャラリーが創設されるまで、芸術家や学生に昔の巨匠の名作の数々に触れる貴重な場を提供し続けた。

## アカデミー会長一覧
- ジョシュア・レノルズ (1768–1792)
- ベンジャミン・ウエスト (1792–1805)
- ジェームズ・ワイアット (1805–1806)
- ベンジャミン・ウエスト (1806–1820)
- トーマス・ローレンス (1820–1830)
- マーティン・アーチャー・シー (1830–1850)
- チャールズ・ロック・イーストレイク (1850–1865)
- フランシス・グラント（英語版） (1866–1878)
- フレデリック・レイトン (1878–1896)
- ジョン・エヴァレット・ミレー (1896)
- エドワード・ポインター (1896–1918)
- アストン・ウェッブ（英語版） (1919–1924)
- フランク・ディックシー (1924–1928)
- ウィリアム・ルウェリン（英語版） (1928–1938)
- エドウィン・ラッチェンス (1938–1944)
- アルフレッド・マニングス（英語版） (1944–1949)
- ジェラルド・ケリー（英語版） (1949–1954)
- アルバート・リチャードソン（英語版） (1954–1956)
- チャールズ・ウィーラー（英語版） (1956–1966)
- ウォルター・トマス・モニントン（英語版） (1966–1976)
- ヒュー・カッソン（英語版） (1976–1984)
- ロジャー・デ・グレイ（英語版） (1984–1993)
- フィリップ・ドーソン（英語版） (1993–1999)
- フィリップ・キング（英語版） (1999–2004)
- ニコラス・グリムショー（英語版） (2004–2011)
- クリストファー・ル・ブラン（英語版） (2011–2019)
- レベッカ・ソルター（英語版） (2019– )